# Clarence Brown

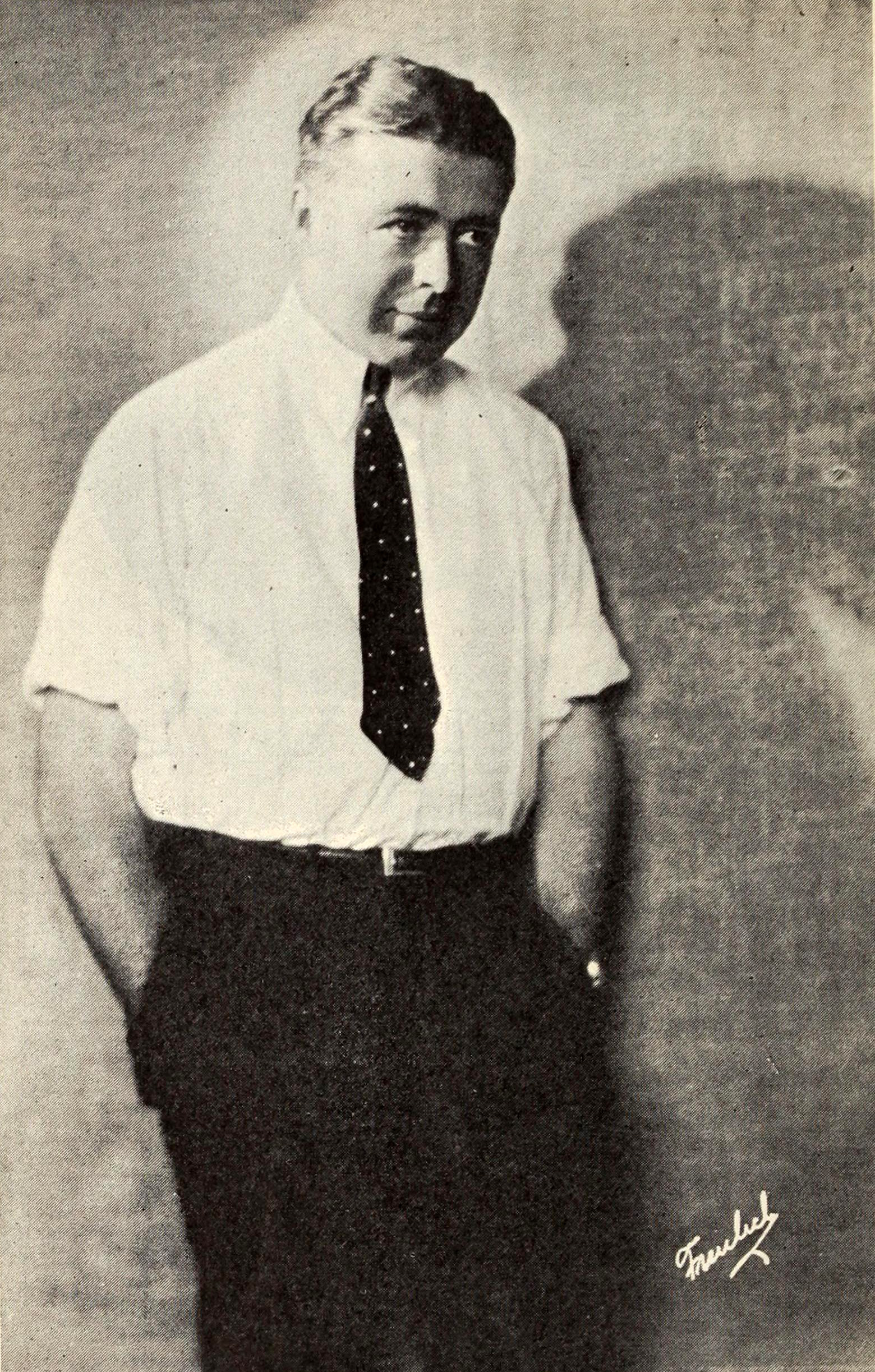
Clarence Brown (1921)

Clarence Brown (Clinton, Massachusetts, EUA, 10 de maio de 1890 – Santa Monica, Califórnia, EUA, 17 de agosto de 1987) foi um diretor de cinema estadunidense.

## Biografia
Clarence abandonou a carreira de engenheiro para se dedicar ao cinema, tornando-se um respeitado diretor.
Seu filme Intruder in the Dust ("O Mundo não Perdoa"), de 1949, adaptado do romance homônimo de William Faulkner, recebeu o prêmio da Academia Britânica, tornando-se uma denúncia contra o preconceito racial. Clarence baseou-se, para fazer o filme, numa lembrança de infância: o linchamento de 15 negros.
Clarence foi casado com a atriz argentina, radicada nos Estados Unidos, Mona Maris.

## Filmografia principal
- The Great Redeemer (1920)
- The Last of the Mohicans ("O Último dos Moicanos") (1920)
- The Foolish Matrons (1921)
- The Light in the Dark (1922)
- Don't Marry for Money (1923)
- The Acquittal (1923)
- The Signal Tower (1924)
- Butterfly (1924)
- The Eagle (1925)
- The Goose Woman (1925)
- Smouldering Fires (1925)
- Kiki (1926)
- Flesh and Devil (1926) ("A Carne e o Diabo")
- A Woman of Affairs (1928)
- The Trail of '98 (1929)
- Navy Blues (1929)
- Wonder of Women (1929)
- Anna Christie (1930) - Indicação ao Oscar de direção e atriz (Greta Garbo)
- Romance (1930) -
- Inspiration (1931)
- Possessed (1931)
- A Free Soul (1931) ("Uma Alma Livre") - Indicação ao Oscar de direção, ator (Lionel Barrymore), atriz (Norma Shearer)
- Emma (1932) ("Emma")- Indicação ao Oscar atriz (Marie Dressler)
- Letty Lynton (1932)
- The Son-Daughter (1932)
- Looking Forward (1933)
- Night Flight (1933)
- Saddie McKee (1934) ("Três Amores")
- Chained (1934)
- Anna Karenina (1935) ("Anna Karenina")
- Ah! Wilderness (1935) ("Fúrias do Coração")
- Wife vs. Secretary (1935)
- The Gorgeous Hussy (1936)
- Conquest ("Madame Waleska") (1937)
- Of Human Hearts (1938)
- Idiot's Delight (1939)
- The Rains Came (1939)
- Edison, the Man (1940) ("Edison, o Mago da Luz")
- Come Live with Me (1941)
- They Met in Bombay (1941)
- The Human Comedy ("A Comédia Humana") – Indicação ao Oscar de filme, direção e ator (Mickey Rooney)
- The White Cliffs of Dover (1944)
- National Velvet (1944)
- The Yearling (1946) ("Virtude Selvagem") – Indicação ao Oscar de filme, direção, ator (Gregory Peck) e atriz (Jane Wyman)
- Song of Love (1947)
- Intruder in the Dust (1949) ("O Mundo não Perdoa")
- To Please a Lady (1950)
- Angels in the Outfield (1951)
- When in Rome (1952)
- Plymouth Adventure (1952)